# El camino del fuego
El camino del fuego è un album in studio del gruppo heavy metal argentino Rata Blanca, pubblicato nel 2002.

## Tracce
1. El Amo del Camino – 4:12
2. Volviendo a Casa – 5:30
3. La Canción del Guerrero – 5:05
4. Abeja Reina – 4:21
5. Lluvia Púrpura – 4:40
6. Señora Furia – 4:15
7. Sinfonía Fantástica – 9:34
8. Cuando la Luz Oscurece – 7:48
9. En Nombre de Dios? – 5:26
10. Caballo Salvaje – 4:27

Bonus track
1. Mujer Amante (Versión Acústica) – 6:50

## Formazione
- Adrián Barilari - voce
- Walter Giardino - chitarra
- Guillermo Sanchez - basso
- Fernando Scarcella - batteria
- Hugo Bistolfi - tastiera